# سيرجيو كاربانيسي
سيرجيو كاربانيسي (بالإيطالية: Sergio Carpanesi)‏ لاعب كرة قدم إيطالي في مركز الوسط (ولد يوم 21 مارس من العام 1936 في لا سبيتسيا) لعب 13 موسماً في دوري الدرجة الأولى الإيطالي (شارك في 276 مباراة وسجل 8 أهداف).

## اقرأ أيضاً
- برونو كونتي
- فرانشيسكو توتي
- نادي روما